# Dnevi komedije
Festival Dnevi komedije je edini slovenski komedijski festival profesionalnih gledališč. Navadno v treh koncih tedna v marcu poteka v Slovenskem ljudskem gledališču Celje. Prvič je bil prirejen od 14. februarja do 6. marca leta 1992. Zaradi epidemije virusa SARS-CoV-2 je festival v letu 2020 odpadel, podelili so le žlahtno komedijsko pero.

## Potek festivala
Selektor festivala izbere osem tekmovalnih predstav, ki se v treh koncih tedna (četrtek, petek in sobota) uprizorijo v SLG Celje. Gledalci po koncu predstave anonimno glasujejo za komedijanta oz. komedijantko večera ter predstavo ocenijo od 1-5, predstave prav tako ocenjuje tudi strokovna komisija. Na zaključni podelitvi najboljšim predstavam podelijo nagrade:
- Žlahtni komedijant
- Žlahtna komedijantka
- Žlahtni režiser
- Žlahtna predstava po izboru komisije
- Žlahtna predstava po izboru občinstva

Leta 1998 sta Mestna občina Celje in SLG Celje uvedla tudi novo nagrado Žlahtno komedijsko pero, za najboljšo novo komedijo. Nagrada se ne podeljuje vsako leto. 

## Nagrajenci

### Žlahtne komedijantke
| Leto | Žlahtna komedijantka            | Predstava                         | Gledališče                                       |
| ---- | ------------------------------- | --------------------------------- | ------------------------------------------------ |
| 2025 | Lina Akif                       | Tatovi podob                      | Kolektiv The Feminalz, Zavod Emanat              |
| 2024 | Polona Juh                      | Kar hočete                        | SNG Drama Ljubljana                              |
| 2023 | Vesna Pernarčič                 | Vse zastonj! Vse zastonj!         | Prešernovo gledališče Kranj                      |
| 2022 | Tamara Avguštin                 | Paloma                            | Slovensko mladinsko gledališče                   |
| 2021 | Mateja Pucko                    | Popolni tujci                     | Drama SNG Maribor                                |
| 2020 | odpovedano zaradi koronavirusa. | odpovedano zaradi koronavirusa.   | odpovedano zaradi koronavirusa.                  |
| 2019 | Vesna Pernarčič                 | Venera v krznu                    | Prešernovo gledališče Kranj                      |
| 2018 | Iva Krajnc Bagola               | Trač, Žlahtni meščan              | MGL                                              |
| 2017 | Nataša Matjašec Rošker          | Glorious!                         | Drama SNG Maribor ter Opera in Balet SNG Maribor |
| 2016 | Mateja Pucko                    | Večno mladi                       | Drama SNG Maribor                                |
| 2015 | Ana Urbanc                      | Mame                              | SiTi Teater in Kreker                            |
| 2014 | Maša Derganc                    | Misterij buffo                    | SNG Drama Ljubljana                              |
| 2013 | Pia Zemljič                     | Sleparja v krilu                  | SLG Celje                                        |
| 2012 | Vesna Pernarčič                 | Proti severnemu vetru             | Prešernovo gledališče Kranj                      |
| 2011 | Silva Čušin                     | Ponudba in povpraševanje          | SNG Drama Ljubljana                              |
| 2010 | Mojca Fatur                     | Chiccahignola                     | Gledališče Koper                                 |
| 2009 | Saša Pavček                     | Gospa ministrica                  | SNG Drama Ljubljana                              |
| 2008 | Barbara Vidovič                 | Evfrorija                         | SLG Celje                                        |
| 2007 | Vesna Pernarčič                 | Bil je škrjanec                   | Špas teater                                      |
| 2006 | Iva Krajnc Bagola               | Beneška dvojčica                  | MGL                                              |
| 2005 | Vesna Pernarčič                 | Nora, Nora                        | Prešernovo gledališče Kranj                      |
| 2004 | Manca Ogorevc                   | Na kmetih                         | SLG Celje                                        |
| 2003 | Saša Pavček                     | Četrta sestra                     | SNG Drama Ljubljana                              |
| 2002 | Ljerka Belak                    | Stevardese prihajajo              | Špas teater                                      |
| 2001 | Anica Kumer                     | Revizor                           | SLG Celje                                        |
| 2000 | Nataša Barbara Gračner          | Ta veseli dan ali Matiček se ženi | SNG Drama Ljubljana                              |
| 1999 | Irena Varga                     | Maister in Marjeta                | Drama SNG Maribor                                |
| 1998 | Jožica Avbelj                   | Tartuffe                          | MGL                                              |
| 1997 | Barbara Cerar                   | Florentinski slamnik              | SLG Celje                                        |
| 1996 | Anica Kumer                     | Smejči                            | SLG Celje                                        |
| 1995 | Olga Kacjan                     | Klovni                            | Slovensko mladinsko gledališče                   |
| 1994 | Tanja Ribič                     | Pridi gola na večerjo             | MGL                                              |
| 1993 | Bernarda Oman                   | Zbeži od žene                     | Prešernovo gledališče Kranj                      |
| 1992 | Polona Vetrih                   | Leticija in Luštrek               | Cankarjev dom                                    |

### Žlahtni komedijanti
Naziv sta največkrat - trikrat - prejela Iztok Mlakar in Uroš Smolej.
| Leto | Žlahtna komedijant                                                                          | Predstava                        | Gledališče                                                    |
| ---- | ------------------------------------------------------------------------------------------- | -------------------------------- | ------------------------------------------------------------- |
| 2025 | Iztok Mlakar                                                                                | Pegule                           | Avditorij Portorož                                            |
| 2024 | Branko Šturbej                                                                              | Kar hočete                       | SNG Drama Ljubljana                                           |
| 2023 | Jurij Zrnec                                                                                 | Veliki diktator                  | SNG Drama Ljubljana                                           |
| 2022 | Stane Tomazin                                                                               | Paloma                           | Slovensko mladinsko gledališče                                |
| 2021 | Gorazd Žilavec                                                                              | Popolni tujci                    | Drama SNG Maribor                                             |
| 2020 | Odpovedano zaradi koronavirusa.                                                             | Odpovedano zaradi koronavirusa.  | Odpovedano zaradi koronavirusa.                               |
| 2019 | Matej Zemljič                                                                               | Predstava, ki gre narobe         | TMK d. o. o., Mischief Worldwide                              |
| 2018 | Uroš Smolej                                                                                 | Trač                             | MGL                                                           |
| 2017 | Dario Varga                                                                                 | Butnskala                        | Slovensko mladinsko gledališče in Prešernovo gledališče Kranj |
| 2016 | Iztok Mlakar                                                                                | Pašjon                           | SNG Nova Gorica in Gledališče Koper                           |
| 2015 | Gašper Tič                                                                                  | Švejk                            | MGL                                                           |
| 2014 | Klemen Slakonja                                                                             | Tak si                           | SiTi Teater in Kreker                                         |
| 2013 | Andrej Murenc                                                                               | Sleparja v krilu                 | SLG Celje                                                     |
| 2012 | Matjaž Tribušon                                                                             | November                         | SNG Drama Ljubljana                                           |
| 2011 | Gregor Čušin                                                                                | Skopuh                           | MGL                                                           |
| 2010 | Tadej Toš                                                                                   | Svobodni zakon                   | Narodni dom Maribor                                           |
| 2009 | Uroš Smolej                                                                                 | Sugar - nekateri so za vroče     | MGL                                                           |
| 2008 | Iztok Mlakar                                                                                | Duohtar pod mus!                 | SNG Nova Gorica in Gledališče Koper                           |
| 2007 | Gojmir Lešnjak - Gojc                                                                       | Kako smo ljubili tovariša Tita   | Kosovelov dom Sežana in SNG Nova Gorica                       |
| 2006 | Aleš Valič                                                                                  | En španski komad                 | SNG Drama Ljubljana                                           |
| 2005 | Rok Vihar                                                                                   | Nora, Nora                       | Prešernovo gledališče Kranj                                   |
| 2004 | Matjaž Javšnik, Ivo Godnič, Uroš Smolej in Robert Prebil                                    | Burka o jezičnem dohtarju        | Špas teater                                                   |
| 2003 | Janez Starina, Ivo Barišič, Danijel Dan Malalan, Iztok Mlakar, Milan Vodopivec, Jože Horvat | Sen kresne noči                  | SNG Nova Gorica                                               |
| 2002 | Radoš Bolčina                                                                               | Zdrahe                           | SNG Nova Gorica                                               |
| 2001 | Gojmir Lešnjak - Gojc                                                                       | Marjetka, stran: 89              | Mestno gledališče Ptuj                                        |
| 2000 | Boris Cavazza                                                                               | Balkonski špijon                 | Špas teater                                                   |
| 1999 | Bojan Emeršič                                                                               | Art                              | SNG Drama Ljubljana                                           |
| 1998 | Zvone Agrež                                                                                 | Minister v škripcih              | SLG Celje                                                     |
| 1997 | Boris Cavazza                                                                               | Bolha v ušesu ali kaplja čez rob | SNG Drama Ljubljana                                           |
| 1996 | Igor Samobor                                                                                | Arkadija                         | SNG Drama Ljubljana                                           |
| 1995 | Bojan Emeršič                                                                               | Change                           | SNG Drama Ljubljana                                           |
| 1994 | Janez Škof                                                                                  | Psiha                            | Slovensko mladinsko gledališče                                |
| 1993 | Janez Bermež                                                                                | Namišljeni bolnik                | SLG Celje                                                     |
| 1992 | Tine Oman                                                                                   | DO-RE-MI-FEY-DEAU                | SLG Celje                                                     |

### Žlahtni režiser
| Leto | Režiser                         | Predstava                       | Gledališče                                |
| ---- | ------------------------------- | ------------------------------- | ----------------------------------------- |
| 2025 | Matija Solce                    | 3JA!                            | SLG Celje                                 |
| 2024 | Nina Ramšak Markovič            | Arzenik in stare čipke          | Mestno gledališče ljubljansko             |
| 2023 | Ajda Valcl                      | Vse zastonj! Vse zastonj!       | Prešernovo gledališče Kranj               |
| 2022 | Juš A. Zidar                    | Pošta                           | Drama SNG Maribor                         |
| 2021 | Primož Ekart                    | Živela vulva!                   | Zavod Imaginarni in Mini teater Ljubljana |
| 2020 | Odpovedano zaradi koronavirusa. | Odpovedano zaradi koronavirusa. | Odpovedano zaradi koronavirusa.           |
| 2019 | Tijana Zijanić                  | Realisti                        | SNG Nova Gorica                           |
| 2018 | Eduard Miler                    | Žlahtni meščan                  | Mestno gledališče ljubljansko             |
| 2017 | Igor Vuk Torbica                | Žalujoča družina                | SLG Celje                                 |

### Žlahtna predstava po izboru komisije
| Leto | Predstava                                                                                 | Gledališče                          |
| ---- | ----------------------------------------------------------------------------------------- | ----------------------------------- |
| 2025 | Tatovi podob                                                                              | Kolektiv The Feminalz, Zavod Emanat |
| 2024 | Paradiž                                                                                   | SLG Celje                           |
| 2023 | Vse zastonj! Vse zastonj!                                                                 | Prešernovo gledališče Kranj         |
| 2022 | Paloma                                                                                    | Slovensko mladinsko gledališče      |
| 2021 | Popolni tujci                                                                             | Drama SNG Maribor                   |
| 2020 | Odpovedano zaradi koronavirusa.                                                           | Odpovedano zaradi koronavirusa.     |
| 2019 | Realisti                                                                                  | SNG Nova Gorica                     |
| 2018 | Trač                                                                                      | MGL                                 |
| 2017 | Peter Kušter                                                                              | SNG Nova Gorica                     |
| 2016 | Večno mladi                                                                               | Drama SNG Maribor                   |
| 2015 | Prevare                                                                                   |                                     |
| 2014 | Misterij buffo                                                                            |                                     |
| 2013 | Sleparja v krilu                                                                          | SLG Celje                           |
| 2012 | 39 stopnic                                                                                | Špas teater                         |
| 2011 | Ko sem bil mrtev                                                                          | SNG Drama Ljubljana                 |
| 2010 | Chiccignola                                                                               |                                     |
| 2009 | Življenje podeželskih plejbojev po drugi svetovni vojni ali tuje hočemo - svojega ne damo | SNG Drama Ljubljana                 |
| 2008 | Bolha v ušesu ali kaplja čez rob                                                          |                                     |
| 2007 | Intimna komedija                                                                          |                                     |
| 2006 | Ti nori tenorji                                                                           |                                     |
| 2005 | Bolje tič v roki kot tat na strehi                                                        |                                     |
| 2004 | Burka o jezičnem dohtarju                                                                 | Špas teater                         |
| 2003 | Četrta sestra                                                                             |                                     |
| 2002 | Stevardese pristajajo                                                                     | Špas teater                         |
| 2001 | Marjetka, stran: 89                                                                       |                                     |
| 2000 | Balkonski špijon                                                                          | Špas teater                         |
| 1999 | Vaja zbora                                                                                |                                     |
| 1998 | Minister v škripcih                                                                       |                                     |
| 1997 | Afrika ali na svoji zemlji                                                                |                                     |
| 1996 | Štajerc v Ljubljani                                                                       |                                     |
| 1995 | Afera puohn kufer                                                                         |                                     |
| 1994 | Psiha                                                                                     |                                     |
| 1993 | Tartuffe                                                                                  |                                     |

### Žlahtna predstava po izboru občinstva
| Leto | Predstava                             | Gledališče                              |
| ---- | ------------------------------------- | --------------------------------------- |
| 2025 | 3JA!                                  | SLG Celje                               |
| 2024 | Paradiž                               | SLG Celje                               |
| 2023 | Veliki diktator                       | SNG Drama Ljubljana                     |
| 2022 | Kozlovska sodba v Višnji Gori         | SLG Celje                               |
| 2021 | Tutošomato                            | SNG Nova Gorica                         |
| 2020 | Odpovedano zaradi koronavirusa.       | Odpovedano zaradi koronavirusa.         |
| 2019 | Realisti                              | SNG Nova Gorica                         |
| 2018 | Trač                                  | MGL                                     |
| 2017 | Pasji dnevnik - Cucki                 | Mestno gledališče Ptuj                  |
| 2016 | Večno mladi                           | Drama SNG Maribor                       |
| 2015 | Prevare                               | MGL                                     |
| 2014 | Tak si                                | SiTi Teater in Kreker                   |
| 2013 | Sleparja v krilu                      | SLG Celje                               |
| 2012 | Nežka se moži                         | SNG Drama Ljubljana                     |
| 2011 | Poslednji termina(l)tor               | Gledališče Koper                        |
| 2010 | Svobodni zakon                        | Narodni dom Maribor                     |
| 2009 | Sugar - nekateri so za vroče          | MGL                                     |
| 2008 | Duohtar pod mus!                      | SNG Nova Gorica in Gledališče Koper     |
| 2007 | Kako smo ljubili tovariša Tita        | Kosovelov dom Sežana in SNG Nova Gorica |
| 2006 | Spustite me pod kovter, gospa Markham | SLG Celje                               |
| 2005 | Funny Money                           | Špas teater                             |
| 2004 | Na kmetih                             | SLG Celje                               |
| 2003 | Čaj za dve                            | Drama SNG Maribor                       |

### Žlahtno komedijsko pero
| Leto | Besedilo                         | Avtor                                      |
| ---- | -------------------------------- | ------------------------------------------ |
| 2024 | Komu gori                        | Nina Majer Ivanetič                        |
| 2020 | Pravi heroji                     | Rok Vilčnik rokgre                         |
| 2018 | Vsak glas šteje                  | Iza Strehar                                |
| 2016 | Grenlandija                      | Vinko Möderndorfer                         |
| 2014 | Vorkšop na Moljera               | Matjaž Zupančič                            |
| 2010 | Nežka se moži                    | Vinko Möderndorfer                         |
| 2006 | Šah mat                          | Vinko Möderndorfer                         |
| 2004 | Pavlek                           | Rok Vilčnik Rokgre                         |
| 2003 | Na kmetih                        | Vinko Möderndorfer                         |
| 2001 | Ločitev Podnajemnik Hotel Evropa | Janez Povše Vinko Möderndorfer Mate Dolenc |
| 1999 | Limonada Slovenica               | Vinko Möderndorfer                         |
| 1998 | Vaja zbora                       | Vinko Möderndorfer                         |

## Zanimivosti
- Predstava z do sedaj najvišjo oceno občinstva je Duohtar pod mus! Iztoka Mlakarja. Prejela je oceno 4,9496.
- Leta 2011 sta nagrado prejela dva Čušina - Silva Čušin za žlahtno komedijantko in Gregor Čušin za žlahtnega komedijanta.
- Zaradi epidemije virusa SARS-CoV-2 je festival v letu 2020 odpadel. Podelili so le nagrado za žlahtno komedijsko pero.